# فرودگاه کاسل کالدن
فرودگاه کاسل کالدن (به انگلیسی: Kassel Calden Airport) (به زبان بومی: Flughafen Kassel-Calden) یک فرودگاه همگانی با کد یاتا KSF است که یک باند فرود آسفالت دارد و طول باند آن ۱۵۰۰ متر است. این فرودگاه در شهر کاسل کشور آلمان قرار دارد و در ارتفاع ۲۷۷ متری از سطح دریا واقع شده‌است.

## شرکت‌های هواپیمایی و مقصدهای پروازی

### مسافری
The following airlines operate regular scheduled and charter flights at Kassel Airport:
| شرکت‌های هواپیمایی | مقصدهای پروازی                                                                                                   |
| ----------------- | --- |
| Sundair           | چارتر: گرن کناریا، غردقه، تنریف جنوبی (آغاز از ۳ نوامبر ۲۰۱۷) چارتر فصلی: فوئرته‌ونتورا، هراکلین، پالما د مایورکا |

### باری
| شرکت‌های هواپیمایی                           | مقصدهای پروازی |
| ------------------------------------------- | -------------- |
| Time Definite Express Ltd اجرا توسط بین ایر | جنوبی لندن     |

The nearest other minor international airport is پادربورن لیپشتات approx. ۷۰ کیلومتر (۴۳ مایل) to the northwest.